# HDMI

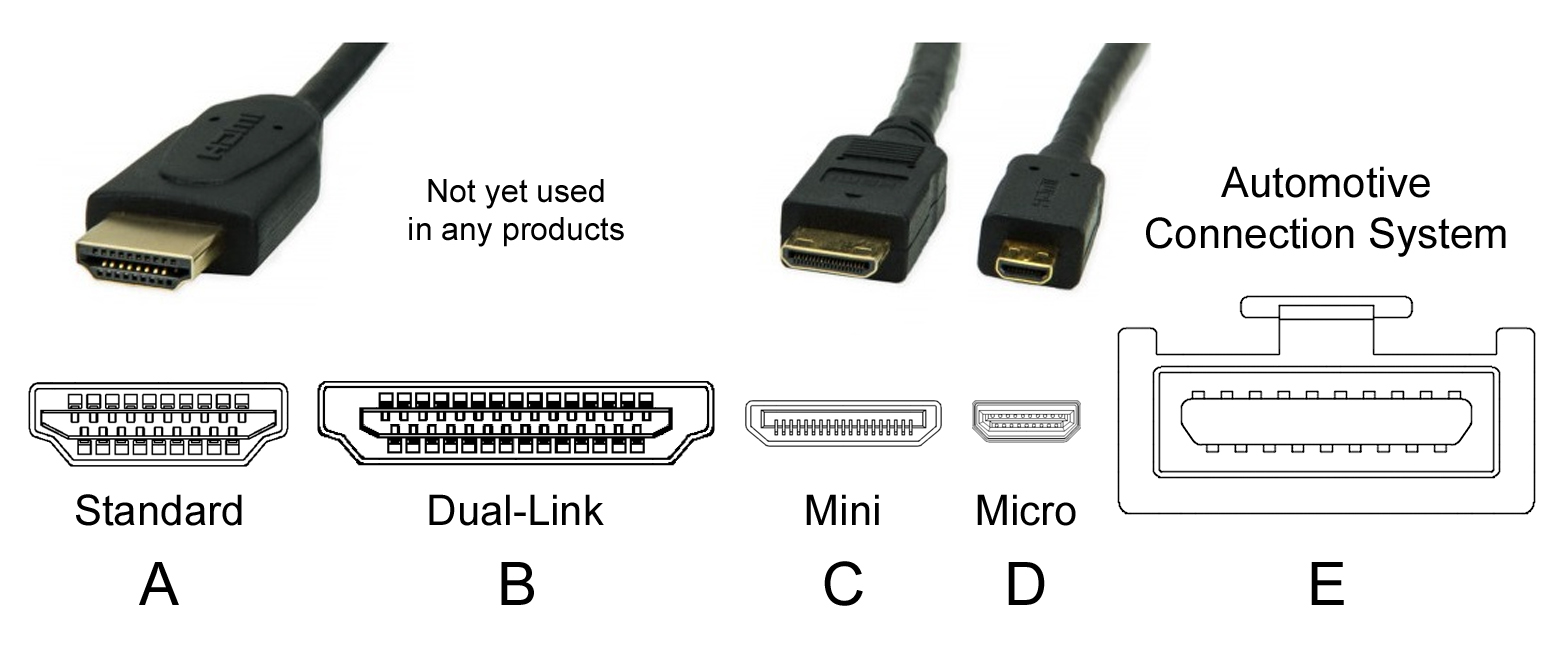
Rodzaje wtyków HDMI:
Typ A – Standard,
Typ B – Dual-Link (nieużywany),
Typ C – Mini,
Typ D – Micro,
Typ E – Automotive

HDMI (ang. High Definition Multimedia Interface, „multimedialny interfejs wysokiej rozdzielczości”) – interfejs służący do przesyłania cyfrowego, nieskompresowanego sygnału audio i wideo. Producenci elektroniki użytkowej zaczęli stosować technologię HDMI w swoich produktach od września 2003 roku.
HDMI pozwala łączyć ze sobą dowolne, zgodne ze standardem, urządzenia audio/wideo takie jak odtwarzacze DVD, Blu-ray, konsole gier, komputery, monitory i telewizory cyfrowe. Dane wideo przesyłane są z wykorzystaniem technologii TMDS.
Maksymalna odległość transmisji to 15 metrów, przy zastosowaniu przewodów wykonanych zgodnie z zaleceniami HDMI Working Group. W większości wykonań kabli dostępnych na rynku, odległość nie przekracza 3-5 metrów. W przypadku większych długości konieczne jest stosowanie repeaterów (regenerator sygnału).
Interfejsy HDMI pierwszej generacji to HDMI 1.0, HDMI 1.1, HDMI 1.2, 1.2a, HDMI 1.3, 1.3a, 1.3b, 1.3b1, 1.3c, HDMI 1.4, 1.4a, 1.4b.
Następca interfejsu HDMI pierwszej generacji to HDMI 2.0 wydany w 2013 roku. Ostatecznie ma on zapewnić możliwość odtwarzania materiałów filmowych UHD z częstotliwością 50, 60 lub nawet 120 klatek na sekundę. Interfejs HDMI 1.4a, a więc najnowsze wydanie pierwszej generacji HDMI, stosowane w telewizorach wielu producentów co prawda zapewnia możliwość przekazywania strumieni wideo w rozdzielczości 3840 × 2160 pikseli (UHD), ale przy częstotliwości nie większej niż 24 klatki na sekundę. Ta wartość jest wystarczająca w przypadku filmów, ale dla telewizji to za mało, gdyż te stosują strumienie o częstotliwości 50 lub 60 klatek na sekundę.
W 2016 roku przyjęto HDMI 2.0b, kontynuację przyjętego w 2015 HDMI 2.0a. Kolejna wersja standardu HDMI 2.1 wprowadzona w połowie 2017 roku obsługuje maksymalną przepustowość na poziomie 48Gb/s. Wprowadził on obsługę Display Stream Compression (DSC), która umożliwia przesył obrazu o rozdzielczości 7680×4320 (8K UHD) przy częstotliwości 120Hz.

## Historia
W 1998 roku powołano zespół o nazwie Digital Display Working Group (DDWG), który miał opracować interfejs służący do cyfrowego przesyłu danych. Prace nad projektem wspierały firmy Compaq, Fujitsu, Hewlett-Packard, IBM, Intel, NEC oraz Silicon Image. W roku 1999 stworzono DVI (Digital Visual Interface), rozwiązanie oparte na technologii Silicon Image. Rok później opracowano technikę, która miała na celu zabezpieczenie sygnału przed kopiowaniem. Całość nazywała się HDCP (High-bandwidth Digital Content Protection).
HDMI jest także dziełem firmy Silicon Image, która w roku 2000 założyła HDMI Working Group, w skład którego weszły: Hitachi, Matsushita Electric, Philips, Sony, Thomson i Toshiba. Od początku był to format przeznaczony dla sprzętu domowego.

## Specyfikacja
| Wersja HDMI                                     | 1.0          | 1.1          | 1.2 1.2a     | 1.3          | 1.3a 1.3b 1.3b1 1.3c | 1.4 1.4a 1.4b                     | 2.0 2.0a 2.0b | 2.1           |
| ----------------------------------------------- | ------------ | ------------ | ------------ | ------------ | -------------------- | --------------------------------- | ------------- | ------------- |
| Maksymalna częstotliwość pikselowa (MHz)        | 165          | 165          | 165          | 340          | 340                  | 340                               | 600           | 1200          |
| Maksymalna przepustowość TMDS (Gbit/s)          | 4,95         | 4,95         | 4,95         | 10,20        | 10,20                | 10,20                             | 18,00         | 48,00         |
| Maksymalna przepustowość video (Gbit/s)         | 3,96         | 3,96         | 3,96         | 8,16         | 8,16                 | 8,16                              | 14,40         | 42,6          |
| Maksymalna przepustowość audio (Mbit/s)         | 36,86        | 36,86        | 36,86        | 36,86        | 36,86                | 36,86                             | 36,86         | 36,86         |
| Maksymalna głębia koloru (Color Depth) (bit/px) | 24           | 24           | 24           | 48           | 48                   | 48                                | 48            | 48            |
| Maksymalna rozdzielczość złącza przy 24-bit/px  | 1920×1200p60 | 1920×1200p60 | 1920×1200p60 | 2560×1600p75 | 2560×1600p75         | 4096x2160p24 3840 × 2160p24/25/30 | 4096x2160p60  | 7680×4320p120 |
| Maksymalna rozdzielczość złącza przy 30-bit/px  | Niedostępne  | Niedostępne  | Niedostępne  | 2560×1600p60 | 2560×1600p60         | 4096x2160p24 3840 × 2160p24/25/30 | 4096x2160p60  | 7680×4320p120 |
| Maksymalna rozdzielczość złącza przy 36-bit/px  | Niedostępne  | Niedostępne  | Niedostępne  | 1920x1200p75 | 1920x1200p75         | 4096x2160p24 3840 × 2160p24/25/30 | 4096x2160p60  | 7680×4320p120 |
| Maksymalna rozdzielczość złącza przy 48-bit/px  | Niedostępne  | Niedostępne  | Niedostępne  | 1920×1200p60 | 1920×1200p60         | 1920×1200p60                      | 4096x2160p60  | 7680×4320p120 |
| sRGB                                            | Tak          | Tak          | Tak          | Tak          | Tak                  | Tak                               | Tak           | Tak           |
| YCbCr                                           | Tak          | Tak          | Tak          | Tak          | Tak                  | Tak                               | Tak           | Tak           |
| Dźwięk 8 kanałowy LPCM/192 kHz/24-bit           | Tak          | Tak          | Tak          | Tak          | Tak                  | Tak                               | Tak           | Tak           |
| Płyty Blu-ray w pełnej jakości audio i video    | Tak          | Tak          | Tak          | Tak          | Tak                  | Tak                               | Tak           | Tak           |
| Consumer Electronic Control (CEC)               | Tak          | Tak          | Tak          | Tak          | Tak                  | Tak                               | Tak           | Tak           |
| Obsługa DVD-Audio                               | Nie          | Tak          | Tak          | Tak          | Tak                  | Tak                               | Tak           | Tak           |
| Obsługa Super Audio CD (DSD)                    | Nie          | Nie          | Tak          | Tak          | Tak                  | Tak                               | Tak           | Tak           |
| Deep Color                                      | Nie          | Nie          | Nie          | Tak          | Tak                  | Tak                               | Tak           | Tak           |
| xvYCC                                           | Nie          | Nie          | Nie          | Tak          | Tak                  | Tak                               | Tak           | Tak           |
| Synchronizacja audio wideo (AV-sync)            | Nie          | Nie          | Nie          | Tak          | Tak                  | Tak                               | Tak           | Tak           |
| Zgodny z Dolby TrueHD                           | Nie          | Nie          | Nie          | Tak          | Tak                  | Tak                               | Tak           | Tak           |
| Zgodny z DTS-HD Master Audio                    | Nie          | Nie          | Nie          | Tak          | Tak                  | Tak                               | Tak           | Tak           |
| Zaktualizowana lista poleceń CEC                | Nie          | Nie          | Nie          | Nie          | Tak                  | Tak                               | Tak           | Tak           |
| Kanał Ethernet                                  | Nie          | Nie          | Nie          | Nie          | Nie                  | Tak                               | Tak           | Tak           |
| Zwrotny kanał audio                             | Nie          | Nie          | Nie          | Nie          | Nie                  | Tak                               | Tak           | Tak           |
| 3D Przez HDMI                                   | Nie          | Nie          | Nie          | Nie          | Nie                  | Tak                               | Tak           | Tak           |
| Obsługa rozdzielczości 4K × 2K                  | Nie          | Nie          | Nie          | Nie          | Nie                  | Tak                               | Tak           | Tak           |
| Dynamiczny HDR                                  | Nie          | Nie          | Nie          | Nie          | Nie                  | Nie                               | Tak           | Tak           |
| Ulepszony zwrotny kanał audio                   | Nie          | Nie          | Nie          | Nie          | Nie                  | Nie                               | Tak           | Tak           |
| Kompresja obrazu (DSC)                          | Nie          | Nie          | Nie          | Nie          | Nie                  | Nie                               | Nie           | Tak           |
| Automatyczny tryb małego opóźnienia (ALLM)      | Nie          | Nie          | Nie          | Nie          | Nie                  | Nie                               | Nie           | Tak           |

## Rodzaje przewodów
Błędnym jest założenie, że wersja standardu HDMI oznacza różnice w przewodzie podłączeniowym. Wersja HDMI odnosi się bowiem do urządzenia, do którego wpinamy przewód, jego transmiterów, nie zaś do samego przewodu.
Istnieją wyłącznie poniższe wersje przewodów HDMI:
| Wersja przewodu                             | Właściwości                                                |
| ------------------------------------------- | ---------------------------------------------------------- |
| Standard HDMI Cable                         | 720p, 1080i                                                |
| Standard HDMI Cable with Ethernet           | powyższe oraz Ethernet                                     |
| High Speed HDMI Cable                       | 720p, 1080i, 1080p, 4K@30Hz, 3D, Deep Color                |
| High Speed HDMI Cable with Ethernet         | powyższe oraz Ethernet, eARC                               |
| Premium High Speed HDMI Cable               | 4K@60Hz, przestrzeń barwna BT.2020, próbkowanie 4:4:4, HDR |
| Premium High Speed HDMI Cable with Ethernet | powyższe oraz Ethernet                                     |
| Ultra High Speed HDMI Cable                 | 4K, 5K, 8K, 10K @120Hz, Ethernet                           |

Kable muszą również mieć wydrukowaną nazwę kabla na samej osłonie kabla.
Ponadto przewody mogą mieć filtr ferrytowy zapobiegający powstawaniu zakłóceń. Nowsze wersje są wstecznie kompatybilne ze starszymi.